# New Haven County
New Haven County is een county in de Amerikaanse staat Connecticut.
De county heeft een landoppervlakte van 1.569 km² en telt 824.008 inwoners (volkstelling 2000). De hoofdplaats is New Haven.

## Bevolkingsontwikkeling

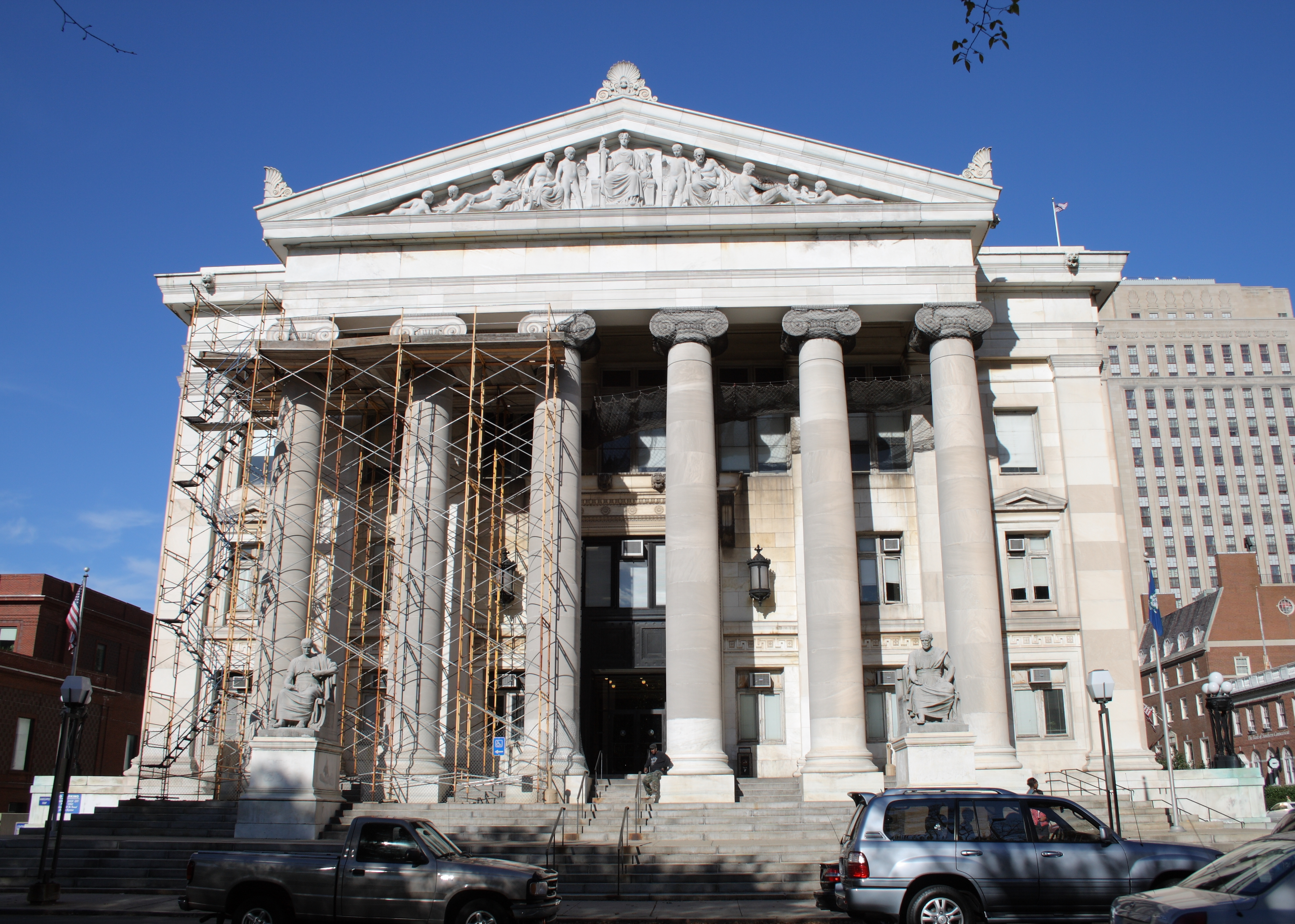
New Haven County Courthouse